# Clordano
El clordano (nombre químico: 1,2,4,5,6,7,8,8-octacloro-3a,4,7,7a-tetrahidro-4,7-metanoindano) es un plaguicida prohibido en todas sus formulaciones y usos por ser dañino para la salud humana y el medio ambiente.

## Resumen de la medida de prohibición
El clordano no ha sido registrado ni usado como producto para protección de plantas bajo la Ley para protección de plantas contra plagas y pestes. Está prohibida la producción, uso y comercialización de todos los productos de protección de plantas que contengan clordano. El clordano está designado como un producto químico CFP. 

## Peligros y riesgos conocidos respecto a la salud humana
El clordano es un plaguicida altamente tóxico para los humanos y para los animales como reportado por FAO, OMS y NIOSH. 
El clordano es persistente y bioacumulativo en el medio ambiente, con potenciales efectos adversos para el hombre y para el medio ambiente por la continua exposición a largo plazo a través del agua, alimentos y otras fuentes. De particular preocupación es su demostrada respuesta carcinogénica en roedores de laboratorio y su potencial impacto para la salud humana por la difundida contaminación medioambiental en la cadena alimentaria.

## Peligros y riesgos conocidos respecto al medio ambiente
El clordano es altamente tóxico para los organismos acuáticos, por la continua exposición a largo plazo a través del agua, alimentos y otras fuentes.